# 1. Untersuchungsausschuss der 9. Wahlperiode des Deutschen Bundestages
Der 1. Untersuchungsausschuss der 9. Wahlperiode des Deutschen Bundestages, der vom 9. Deutschen Bundestag eingesetzt wurde, befasste sich mit der Aufklärung der Vorgänge um den Übertritt des NVA-Oberstleutnants Klaus Dieter Rauschenbach in die Bundesrepublik Deutschland und seine Rückkehr in die Deutsche Demokratische Republik im Juni 1981.

## Hintergrund
Am 2. Juni 1981 flüchtete der DDR-Grenzkommandeur Klaus-Dieter Rauschenbach in die Bundesrepublik Deutschland, zwei Tage später kehrte er – angeblich freiwillig – in die DDR zurück. Er war der bis dato ranghöchste Offizier, der aus der DDR geflüchtet war.
Klaus-Dieter Rauschenbach (geboren am 13. Januar 1942, gestorben am 1. August 2017) war im Oktober 1959 freiwillig zur Nationalen Volksarmee (NVA) gegangen, hatte eine Unteroffiziersschule und ein Jahr später die Offiziersschule für Mot.-Schützen- und Panzerkommandeure in Frankenberg/Sachsen besucht, die er 1962 abschloss. Im Jahr 1981 war er als Oberstleutnant im Grenzkommando Süd, Grenzregiment GR-3 in Dermbach, tätig.
Am 2. Juni 1981 ließ Rauschenbach sich mit einem IFA P3 zum Sicherungsabschnitt VII fahren, stieg dort auf die Motorhaube des stehenden Fahrzeugs, überwand von dort aus den letzten Grenzzaun und lief direkt auf das Gebiet der Bundesrepublik, im Ort Habel ließ er sich von einem Landwirt bei der Dienststelle des Zollgrenzdienstes melden; später wurde er zur Zolldienststelle nach Tann gebracht, von dort aus vom Bundesgrenzschutz nach Fulda zu weiteren Befragungen. In der Nacht noch wurde er vom Bundesnachrichtendienst (BND) nach München gebracht und ebenfalls befragt.
Am 3. Juni 1981 empfing der Leiter des Arbeitsstabes Deutschlandpolitik im Bundeskanzleramt, Hermann von Richthofen, den Botschaftsrat der DDR, Hans Schindler, der um ein Gespräch mit Rauschenbach bat. Rauschenbach stimmte dem Gespräch zu, wollte aber zuvor mit seiner Frau sprechen.
Am 4. Juni 1981 trafen sich im Münchner Polizeipräsidium Botschaftsrat Hans Schindler, ein weiterer Mitarbeiter der DDR-Botschaft, Rechtsanwalt Wolfgang Vogel, Rauschenbachs Ehefrau, Rechtsanwalt Jürgen Stange und Ministerialdirigent Edgar Hirt von Bundesministerium für innerdeutsche Beziehungen. Das Gespräch von Rauschenbach mit seiner Frau fand unter vier Augen statt, wurde allerdings vom BND abgehört. Nachdem Wolfgang Vogel dem DDR-Grenzer Straffreiheit bei Rückkehr in die DDR zugesichert hatte, erklärte dieser gegenüber dem BND-Beamten: „Ich erkläre, dass ich in die Deutsche Demokratische Republik, mein Vaterland, zurückkehren will.“ Vogel, Rauschenbach und dessen Frau fuhren anschließend mit Vogels PKW zum Grenzübergang Rudolphstein/Hirschberg und kehrten am Morgen des 5. Juni 1981 in die DDR zurück.
Nach Befragungen in der DDR durch das Ministerium für Staatssicherheit wurde Rauschenbach ehrenhaft aus den Grenztruppen der DDR entlassen und in die Reserve versetzt, erhielt einen Verdienstorden und eine neue Wohnung in Leipzig; die Ermittlungen gegen ihn wegen Spionage, Fahnenflucht und Beeinträchtigung der Kampftechnik (§§ 97, 254, 273 und 63 StGB-DDR) wurden eingestellt.
In einer Sitzung der Parlamentarischen Kontrollkommission des Deutschen Bundestags wurde über den Vorgang am 8. Juli 1981 erstmals diskutiert.
Am 30. Juni 1981 berichteten die Süddeutsche Zeitung, die Frankfurter Allgemeine Zeitung und Die Welt über den Fall Rauschenbach. Das ARD-TV-Magazin Report brachte am 22. Oktober 1981 ein mit Rauschenbach in dessen Wohnung geführtes Interview.

## Antrag
Die CDU/CSU-Fraktion im Deutschen Bundestag stellte am 30. September 1981 einen Antrag auf Einsetzung eines Untersuchungsausschusses (Drucksache 9/853). Der aus sieben Mitgliedern (drei CDU/CSU, drei SPD, ein Mitglied der FDP) bestehende Untersuchungsausschuss sollte die Vorgänge um den Übertritt des Oberstleutnants der Nationalen Volksarmee der DDR, Klaus Dieter Rauschenbach, in die Bundesrepublik Deutschland am 2. Juni 1981 und seine Rückkehr in die DDR am 4. Juni 1981 klären. Acht Fragen dazu enthielt der Antrag, diese sollte der Ausschuss untersuchen.
Der Deutsche Bundestag in Bonn beriet am 9. Oktober 1981 in seiner 57. Sitzung über den Antrag der oppositionellen CDU/CSU-Fraktion. Für die antragstellende Fraktion sprach Friedrich Vogel. Für die im Kabinett Schmidt III regierenden Koalitionäre sprachen die Abgeordneten Gerhard Jahn (SPD-Bundestagsfraktion) und Hans A. Engelhard (Fraktion der Freien Demokraten). Der Antrag der Fraktion der CDU/CSU „Einsetzung eines Untersuchungsausschusses“ auf Drucksache 9/853 wurde vom Gremium bei zahlreichen Enthaltungen angenommen.

## Untersuchung
Der Untersuchungsausschuss tagte erstmals am 12. Oktober 1981. Den Vorsitz hatte Hans-Joachim Jentsch inne.
Die Regierung aus SPD und FDP verweigerte dem Untersuchungsausschuss die Herausgabe von Akten. Dagegen klagte die CDU/CSU-Fraktion am 10. März 1982 beim Bundesverfassungsgericht, am 3. Oktober 1983 wurde der Antrag zurückgezogen, nachdem im September 1982 die Koalition zerbrochen war und im Oktober 1982 die Regierung von Bundeskanzler Helmut Schmidt durch ein Misstrauensvotum endete.
Durch die anstehenden Neuwahlen zum Deutschen Bundestag endete die Arbeit des Untersuchungsausschusses ohne Abschlussbericht.

## Sonstiges
Die Internationale Gesellschaft für Menschenrechte meldete im April 1984 den Tod Rauschenbachs. Im September 1986 meldete auch Der Spiegel fälschlicherweise den Tod des ehemaligen Offiziers.
In einem ähnlichen Fall im Jahr 1986 war der Offizier Dietmar Mann geflohen und später zurückgekehrt.